# Kitty Kat
Kitty Kat или Китти Кэт, настоящее имя Катарина Лёвель (нем. Katharina Löwel, родилась 22 января 1982 в Берлине) — немецкая хип-хоп-исполнительница, сотрудничавшая с известными лейблами Aggro Berlin и Universal Music Group. В 2012 году основала свой лейбл Deinemama Records.

## Биография
Уроженка Восточного Берлина. В 1986 году перелетела с родителями и сестрой в Западную Германию, осела в Аугсбурге. Окончив среднюю школу, Катарина выучилась на банковского клерка и начала работать в Мюнхене. В возрасте 21 года она вернулась в Берлин, где её, равно как и Патрика «Fler» Лозенски, встретил продюсер лейбла Aggro Berlin Paul NZA. С 2006 по 2009 годы Катарина под псевдонимом Kitty Kat выпускала свои синглы и композиции при поддержке лейбла Aggro Berlin, но при этом не раскрывала ни свою внешность, ни давала какие-либо интервью. Перед широкой публикой она предстала после выхода фрагмента сингла Aggro Anti Ansage Nr. 8. Сольный альбом Kitty Kat так и не успела выпустить, поскольку лейбл обанкротился и прекратил своё существование.
84-й выпуск журнала Juice вышел вместе с компакт-диском, на котором была представлена композиция Китти Meine Zeit. В 2008 году вышел совместный альбом Kitty Kat и Sido под названием Ich und meine Maske: одна из песен под названием Beweg dein Arsch вышла как отдельный сингл и заняла 17-е место в немецких радиочартах; помимо этого, её голос можно услышать на сольных альбомах Tony D и B-Tight. Катарина также выступала и под альтер эго Brooke Skillz.
Первый сольный онлайн-сингл Kitty Kat вышел в конце июля 2009 года под названием Bitchfresse (L.M.S), первый официальный — Braves Mädchen. Сольный альбом Miyo! вышел в продажу 4 сентября 2009 на лейбле Universal Music: на нём присутствовали 14 песен продолжительностью 50 минут. В записи участвовали Sido и Cassandra Steen, а продюсером стала сама Китти. 18 марта 2011 вышел второй сольный альбом Pink Mafia, в записи которого участвовали Ксавьер Найду, Megaloh и другие музыканты. Странным показался тот факт, что никто с лейбла Aggro Berlin не был приглашён на запись. В конце года Катарина была приглашена на запись песен для группы Glasperlenspiel и работу над синглом Freundschaft, который попал в чарты в 2012 году. В 2013 году вышла ещё одна песня группы Nie vergessen, попавшая в десятку лучших песен немецкого чарта.
30 марта 2012 Китти Кэт выпустила аудиокассету Dirty Mixtape на собственном лейбле Deinemama Records, а в 2013 году снялась в реалити-шоу Promi Frauentausch: ей пришлось прожить неделю в Израиле с певцом Захи Ной. В декабре 2013 года был снят видеоклип на песню Na und, а в феврале 2014 года вышел сингл Eine unter Millionen — первый сингл с третьего альбома Kattitude, который вышел в марте 2014 года.
20 сентября 2014 Китти Кэт приняла участие в Конкурсе песни Бундесвидение, представляя Бранденбург с песней Hochhaus в Гёттингене, но провалилась и заняла предпоследнее 15-е место, опередив при равенстве очков только Себастьяна Хакеля из Саксонии.

## Дискография

### Альбомы
- 2009: Miyo!
- 2011: Pink Mafia
- 2014: Kattitude

### Кассеты
- 2012: Dirty Mixtape

### Демоверсии
- 2008: Aggro Anti Ansage Nr. 8

### Синглы
- 2006: Weihnachtssong (Remix) (Sido feat. G-Hot, Kitty Kat und Tony D)
- 2009: Beweg dein Arsch (Sido's Hands On Scooter feat. Kitty Kat & Tony D)
- 2009: Bitchfresse (L.M.S)
- 2009: Braves Mädchen
- 2010: Vogel, flieg (Silla feat. Kitty Kat)
- 2011: Fliegen üben / Braves Mädchen (feat. Megaloh)
- 2012: Biatch/Überbass
- 2012: Ich Tanz für Dich
- 2013: 900 Meilen (feat. Luis Laserpower)
- 2014: Eine unter Millionen
- 2016: Gemachte Rapper

### EP
- 2008: Aggro im Club 001 (EP von Sido, B-Tight und Kitty Kat)

### Композиции
- 2006: Das Eine (feat. Sido) (Juice-Exclusive! auf Juice-CD #63)
- 2008: Meine Zeit (Juice Exclusive! auf Juice-CD #84)
- 2008: Work This Out (feat. D'Klay) (Freetrack)
- 2009: Früher wart ihr Fans (Disstitel von Fler, Kitty Kat und Godsilla gegen Kollegah und Favorite)
- 2009: Ich leb mein Traum (Juice Exclusive! auf Juice-CD #101)
- 2009: Glücklich (Freetrack)
- 2009: Miss Kitty (Freetrack)
- 2009: Einsamkeit (Freetrack)
- 2010: Showdown (Freetrack)
- 2010: Die Katze kommt (Freetrack)
- 2010: Klub (Freetrack)
- 2010: Pistole (feat. Sido) (Freetrack)
- 2010: Eine Chance (Manuellsen feat. Kitty Kat)
- 2011: Mörderpuppe (Freetrack)
- 2011: Hinter dem Horizont
- 2011: Keiner kennt meinen Namen (Mendocino) (Cover my Song, VOX)

## Телекарьера
- 2011: Cover my Song (VOX)
- 2013: Promi Frauen-Tausch (RTL II)